# Constanza Martínez Prieto
Constanza Martínez Prieto (Madrid, 16 de enero de 1917-Barcelona, 3 de enero de 1997) fue una activista política republicana. Durante la Guerra civil trabajó en el Comité Central del Partido Socialista Unificado de Cataluña (PSUC) en Barcelona. Se exilió en Francia al final de la guerra, y colaboró con la resistencia contra la ocupación de los nazis. Fue deportada y sobrevivió a los campos de Neue Bremm, Ravensbrück y Schönefeld, un subcampo dependiente de Buchenwald, cerca de Leipzig. Liberada, no regresó a España hasta 1972. Fue presidenta del Amical de Mauthausen.

## Biografía
Nació en Madrid, en el número 5 de la calle de Argumosa, del popular barrio de Lavapiés. Su padre murió cuando ella tenía pocos meses. La madre, para sobrevivir, la dejó al cuidado de la abuela hasta que volvió a casarse, pero el padrastro no la aceptó de buen grado. Su madre murió cuando ella tenía trece años y una tía le pagó los estudios de taquigrafía y mecanografía además de francés, a cambio del trabajo doméstico.
Al inicio de la guerra, se afilió a la Juventudes Socialistas Unificadas (JSU) y trabajó en la redacción de un periódico destinado a los combatientes. En diciembre de 1936, con su tía y otros refugiados, huyendo de los bombardeos, fueron evacuados a Cataluña y trasladados a Senmanat, a la torre de Can Baigual, donde cuidó a los hijos de una familia local, hasta que un antiguo compañero del partido le propuso trabajar en las oficinas de la Comisión Político-militar del PSUC.
En febrero de 1939, cuando el bando republicano ya daba la guerra por perdida, atravesó la frontera con un convoy de mujeres y niños. Fueron trasladados a unos cuarteles del departamento de Caen, en Normandía, donde prestó servicios dando clases a los niños refugiados de diferentes campos. Cuando estalló la Segunda Guerra Mundial, se negó a ser repatriada a la España franquista y se trasladó a Nantes, ciudad ocupada por los alemanes. Colaboró con la Resistencia hasta que fue detenida a finales de junio de 1942. En esa redada cayeron varios españoles. En la comisaría conoció a Joan Escuer Gomis, un oficial del ejército republicano, militante del PSUC, quien más tarde fue su marido.
Reclusa durante más de un año y medio en el cuartel-cárcel de Les Tourelles, fue a juicio en diciembre de 1943 y en junio de 1944 junto con cientos de mujeres, entre ellas Mercè Núñez Targa. Fueron deportadas en un tren de mercancías, sin comida ni agua, al campo nazi de Neue Bremm, y más tarde ingresadas en Ravensbrück, donde también coincidió con Lise London.
Las mujeres enfermas, ancianas o no aptas para el trabajo, eran enviadas a las cámaras de gas. Las demás eran alimentadas con menos de 600 calorías diarias, el mínimo calculado para resistir de seis a nueve meses de trabajo, con temperaturas de 20 grados bajo cero en invierno, antes de su muerte de extenuación. Luego eran sustituidas por las recién llegadas. Constanza Martínez fue enviada a trabajar a una fábrica de proyectiles de obús que muchas mujeres intentaban sabotear, aunque les costara la vida si eran descubiertas. En una ocasión, se culpó del trabajo defectuoso a las prisioneras cortas de vista, y fueron eliminadas todas las que llevaban gafas; ella también las necesitaban, pero se libró de ser asesinada porque se le habían roto unos días antes.
El 14 de abril de 1945, con la llegada de las tropas aliadas, los soldados de las Schutzstaffel desmantelaron el campo y evacuaron a las mujeres hacia Dresde, las que no podían andar eran abatidas, y al final se dispersaron. Un grupo de mujeres españolas había logrado coser, con harapos, unas banderas republicanas para ser reconocidas por los liberadores. Tras mil penalidades, fueron acogidas en una granja y más tarde trasladadas a Torgau, una ciudad de Sajonia, a orillas del Elba. Fueron repatriadas a Francia. Allí encontró a Joan Escuer, liberado del Campo de concentración de Dachau, Se casaron y se establecieron en el pueblo de Sées. Más tarde se trasladaron a París, en el barrio de Saint Ouen, donde en 1949 nació su primer hijo, Juan, y en 1951 su hija, Delia. Finalmente consiguieron un piso en Saint Denise, y allí aplazaron hasta que en 1972 decidieron regresar a España, a Senmanat, el pueblo donde ella había vivido durante la Guerra Civil.
En aquellos momentos había poca información de los catalanes y españoles deportados a los campos de exterminio y nazis, y con su marido, concedieron entrevistas a la prensa y la televisión y fueron impulsores y divulgadores de La Amical de Mauthausen.
Constanza Martínez Prieto falleció en enero de 1997 y su marido en diciembre de 2004.

## Reconocimientos
Constanza Martínez Prieto es una de las personas que ha recibido el homenaje de un Stolpersteine frente al edificio donde vivió.